# 빈랑시스

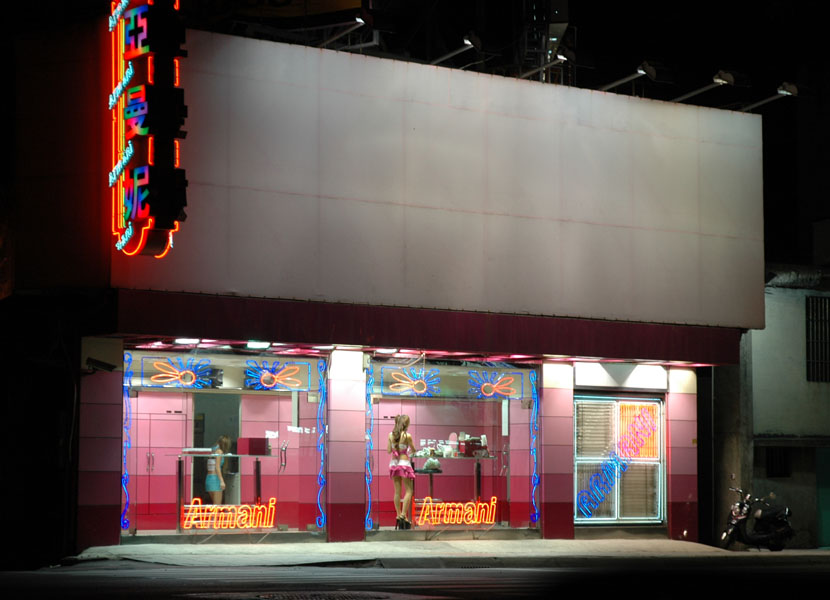
타오위안시 대4선 성도변의 빈랑시스

빈랑시스(중국어 정체자: 檳榔西施, 병음: bīnláng xīshī, 한국 한자음: 빈랑서시)는 타이완의 길거리에서 빈랑 열매를 파는 젊은 여성을 뜻한다. 대개 노출이 심한 옷을 입고 있어 풍기를 문란케 하고 교통을 방해한다 하여 사회문제가 되기도 한다.

## 같이 보기
- 후터스